# Angelika Schrobsdorff

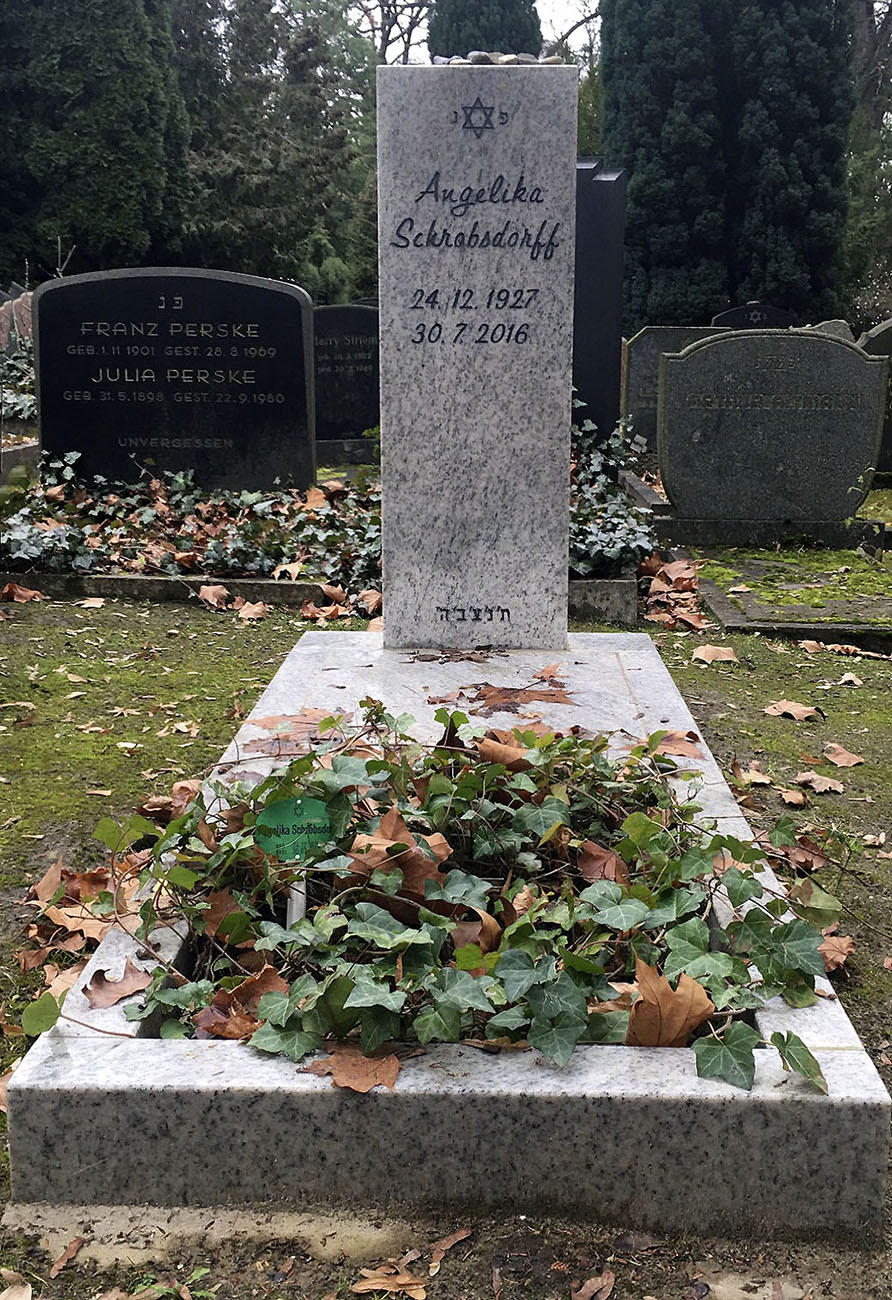
Túmulo Cemitério Judaico Berlim Weißensee 2019

Angelika Schrobsdorff (Friburgo em Brisgóvia, 24 de dezembro de 1927 – 30 de julho de 2016) foi uma escritora e atriz alemã.
Sua mãe Else, cujo primeiro casamento foi com o autor Fritz Schwiefert, era judia; seu pai era um membro da burguesia rica de Berlim. Ela cresceu em Berlim e, em 1938, fugiu, com sua mãe e irmã, para Sófia, Bulgária, onde permaneceu até o fim da guerra. Sua avó foi assassinada em Theresienstadt. Em 1947, Schrobsdorff retornou à Alemanha. Em 1971, se casou com o cineasta francês Claude Lanzmann (1925–2018), com quem posteriormente viveu em Paris. Mais tarde, ela viveu em Munique por alguns anos antes de emigrar para Israel. Ela vivia em Jerusalém, até o início de 2006, em uma casa na Linha Verde, perto da Cidade Velha. Hoje, Angelika Schrobsdorff vive em Berlim.
O primeiro romance de Schrobsdorff, "Die Herren" ( "The Gentlemen", 1961) causou um escândalo e a tornou famosa. Depois, publicou uma dúzia de livros, vários deles sobre a Bulgária. Seu livro de memórias de sua mãe, "Du bist nicht so wie andre Mütter" (1992, 2ª ed.1994) foi um best-seller e também foi feito em um filme para a televisão (1999). Ela apareceu em inglês sob o título "You are not Like Other Mothers" (trans Steven Rendall, New York:. Europa Editions, 2012).
Schrobsdorff é também uma atriz; ela apareceu em "Der Ruf" ("The Last Illusion", 1949) e em vários filmes e programas de televisão sobre sua própria vida. Um dos mais famosos é o documentário alemão do cineasta búlgaro Christo Bakalski chamado "Bulgária de todos os lugares" ("Ausgerechnet Bulgarien" em alemão).
Schrobsdorff morreu em 31 de julho de 2016, aos 88 anos. Em 2018 o livro dela apareceu Du bist nicht so wie andre Mütter edição em Português Tu Não És Como as Outras Mães. A alemã Angelika Schrobsdorff escreveu um romance sobre uma vida extravagante, intensa e inconformada – a da sua mãe Else Schrobsdorff.

## Obras
- Die Herren (1961) ISBN 3-423-10894-0
- Der Geliebte (1964) ISBN 3-423-11546-7
- Diese Männer (1966)ISBN 3-442-01935-4
- Spuren (1968) ISBN 3-423-11951-9
- Die kurze Stunde zwischen Tag und Nacht (1978) ISBN 3-423-11697-8
- Die Reise nach Sofia, mit einem Vorwort von Simone de Beauvoir, Deutscher Taschenbuch Verlag, München 1983 
 ISBN 3-423-10539-9
- Das Haus im Niemandsland oder Jerusalem war immer eine schwere Adresse (1989) ISBN 3-423-11442-8
- Du bist nicht so wie andre Mütter (1992) ISBN 3-455-06773-5
- You Are not Like Other Mothers (2012) ISBN 978-1609450755[6]
- Der schöne Mann und andere Erzählungen (1993) ISBN 3-423-11637-4
- Jericho: eine Liebesgeschichte (1995) ISBN 3-423-12317-6
- Der schöne Mann und andere Erzählungen (1993) ISBN 3-423-11637-4
- Grandhotel Bulgaria: Heimkehr in die Vergangenheit (1997) ISBN 3-423-12852-6
- Von der Erinnerung geweckt (1999) ISBN 3-423-24153-5
- Wenn ich dich je vergesse, oh Jerusalem (2002) ISBN 3-550-08389-0

## literatura
- Rengha Rodewill: Angelika Schrobsdorff - Leben ohne Heimat (Biografia com fotografias), be.bra Verlag, Berlim, Alemã 2017, ISBN 978-3-89809-138-1 (em alemão)
- Angelika Schrobsdorff: Tu Não És Como as Outras Mães, Alfaguara (Lançado a 17 abril 2018 Edição em Português)

## Galeria

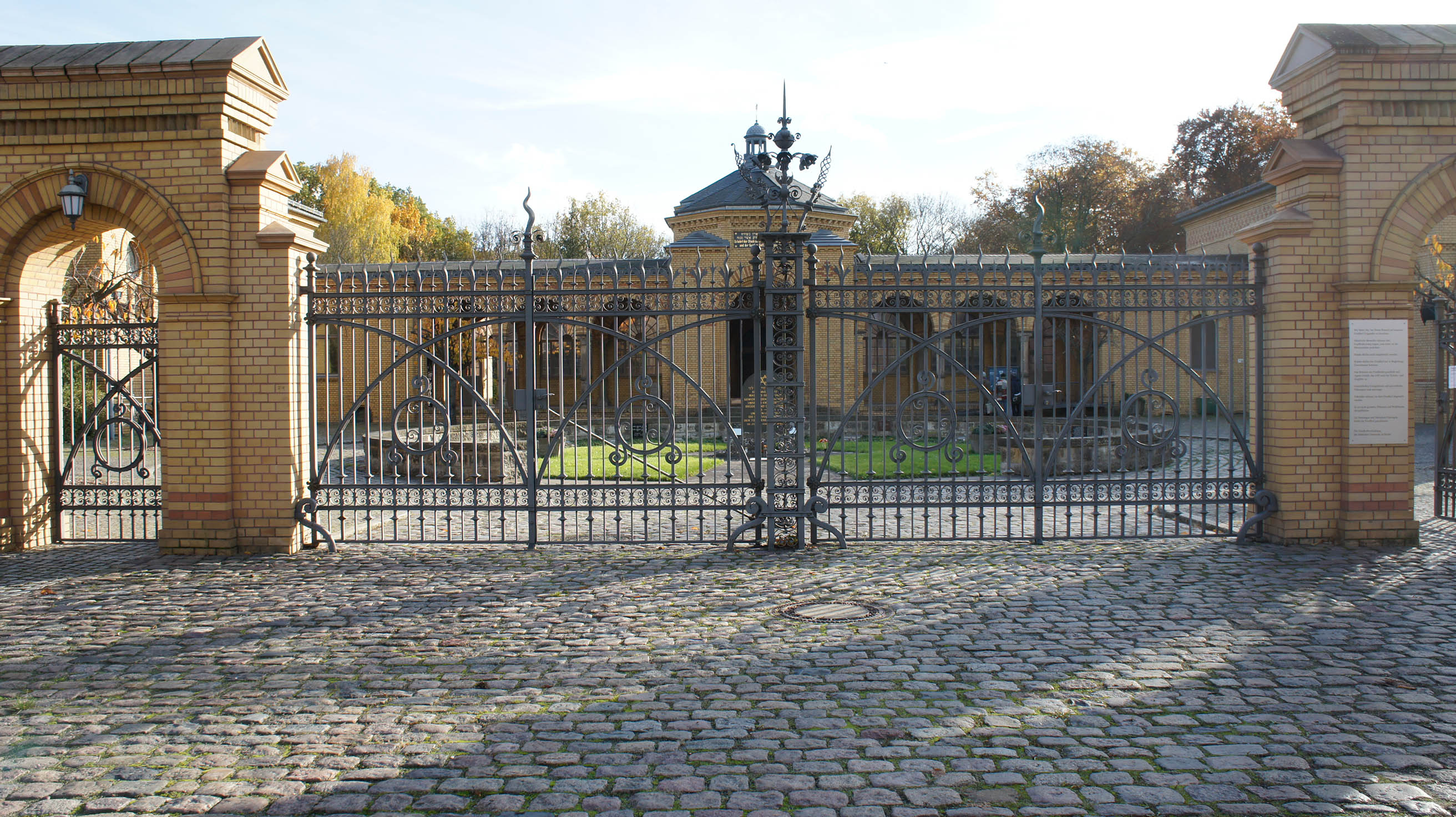
Cemitério Judaico Berlim Weißensee
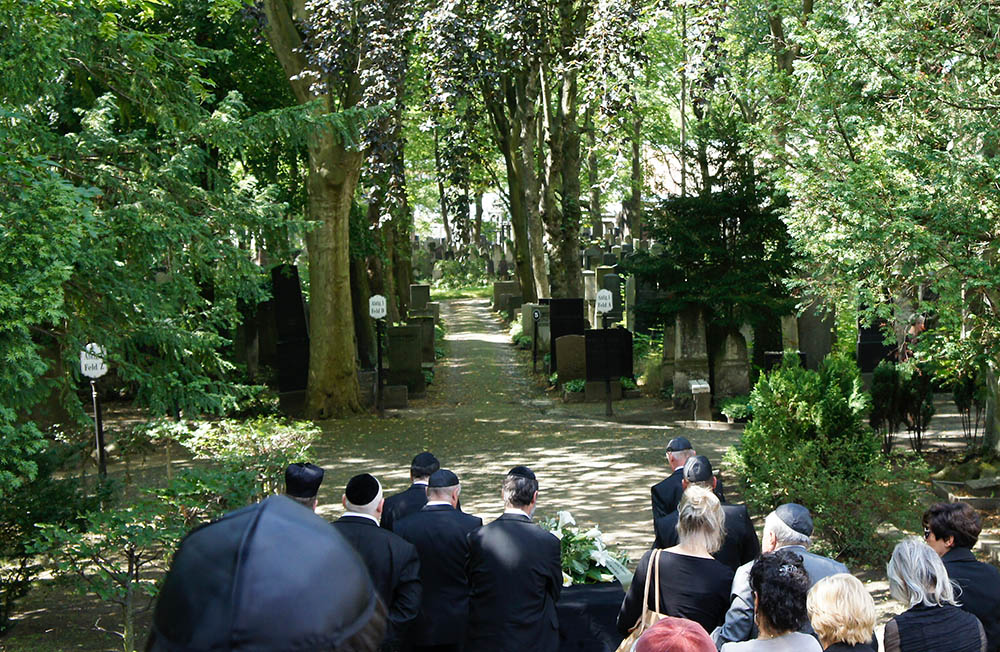
Angelika Schrobsdorff funera
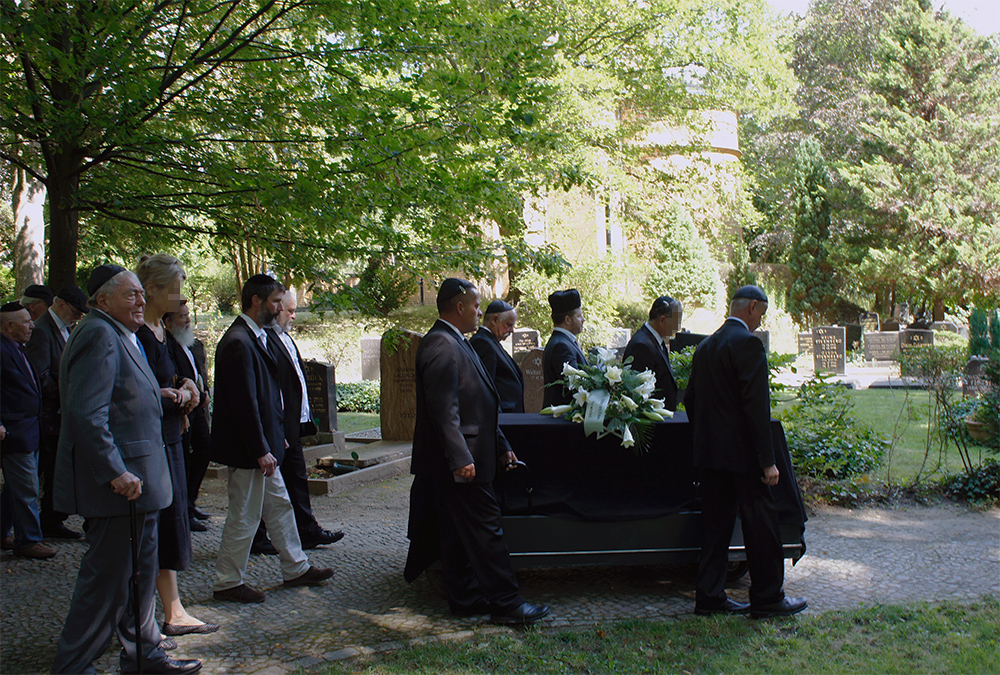
Angelika Schrobsdorff funeral. Enlutados com Claude Lanzmann 2016
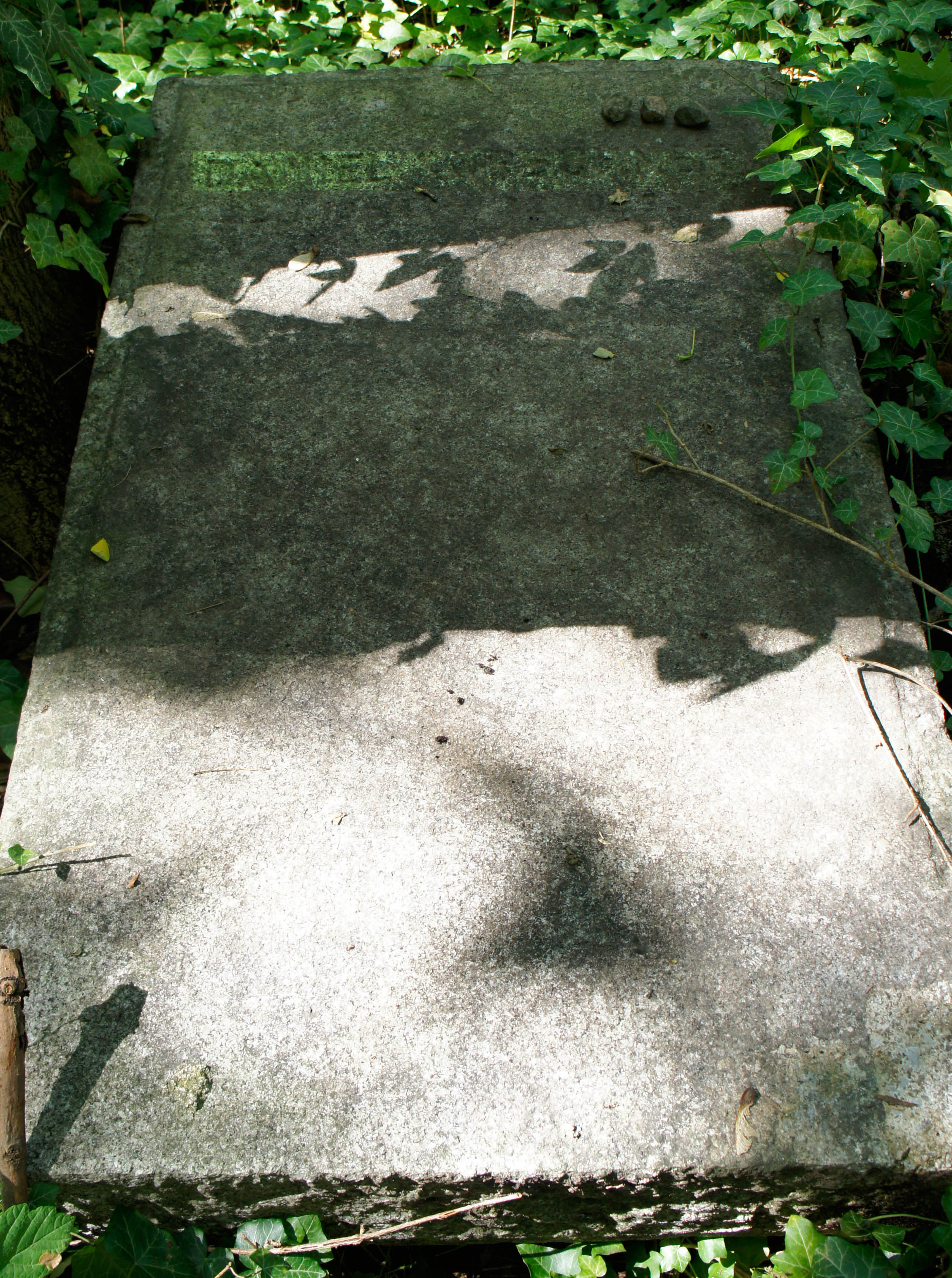
Túmulo Daniel Kirschner (avô)
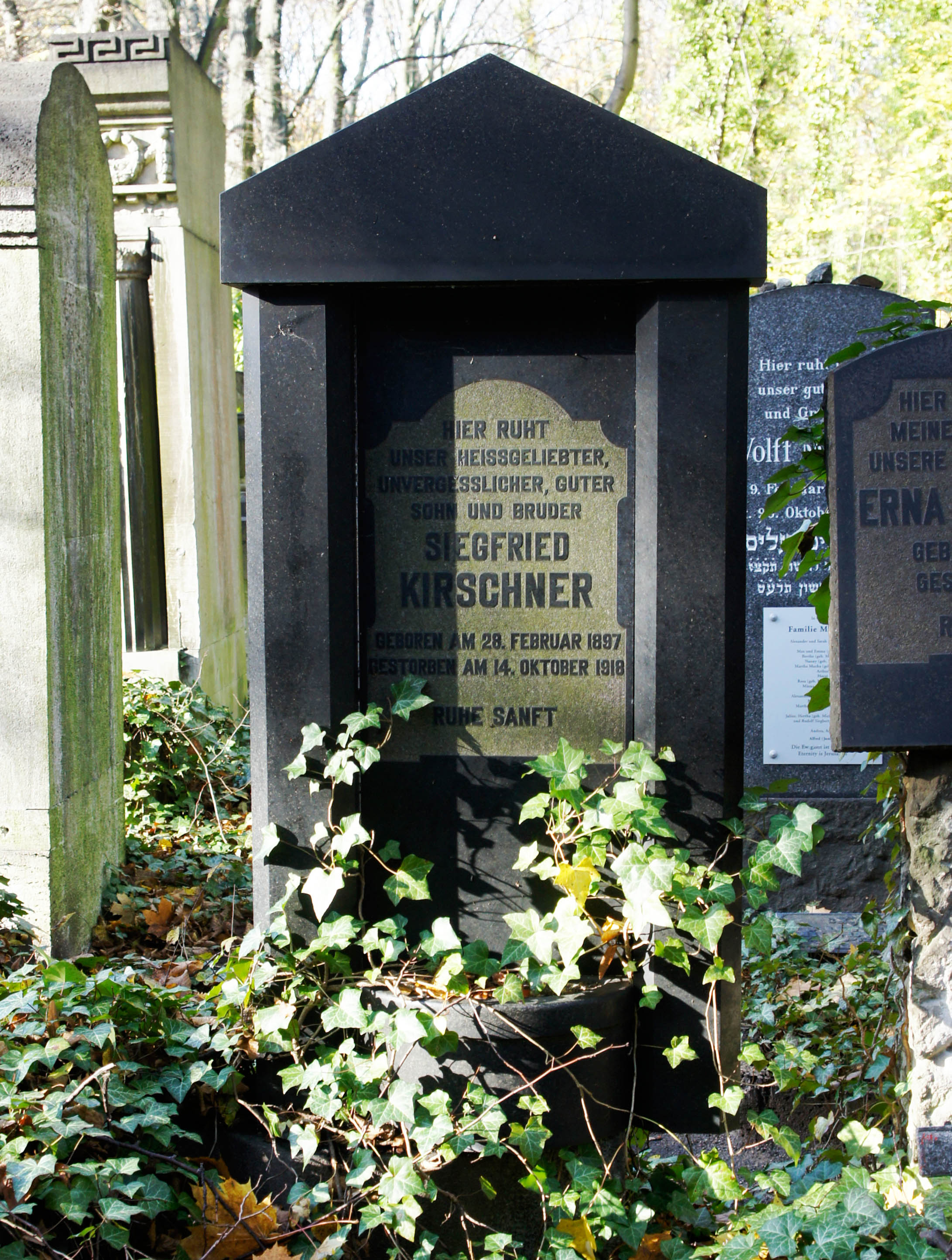
Túmulo Siegfried Kirschner (tio)
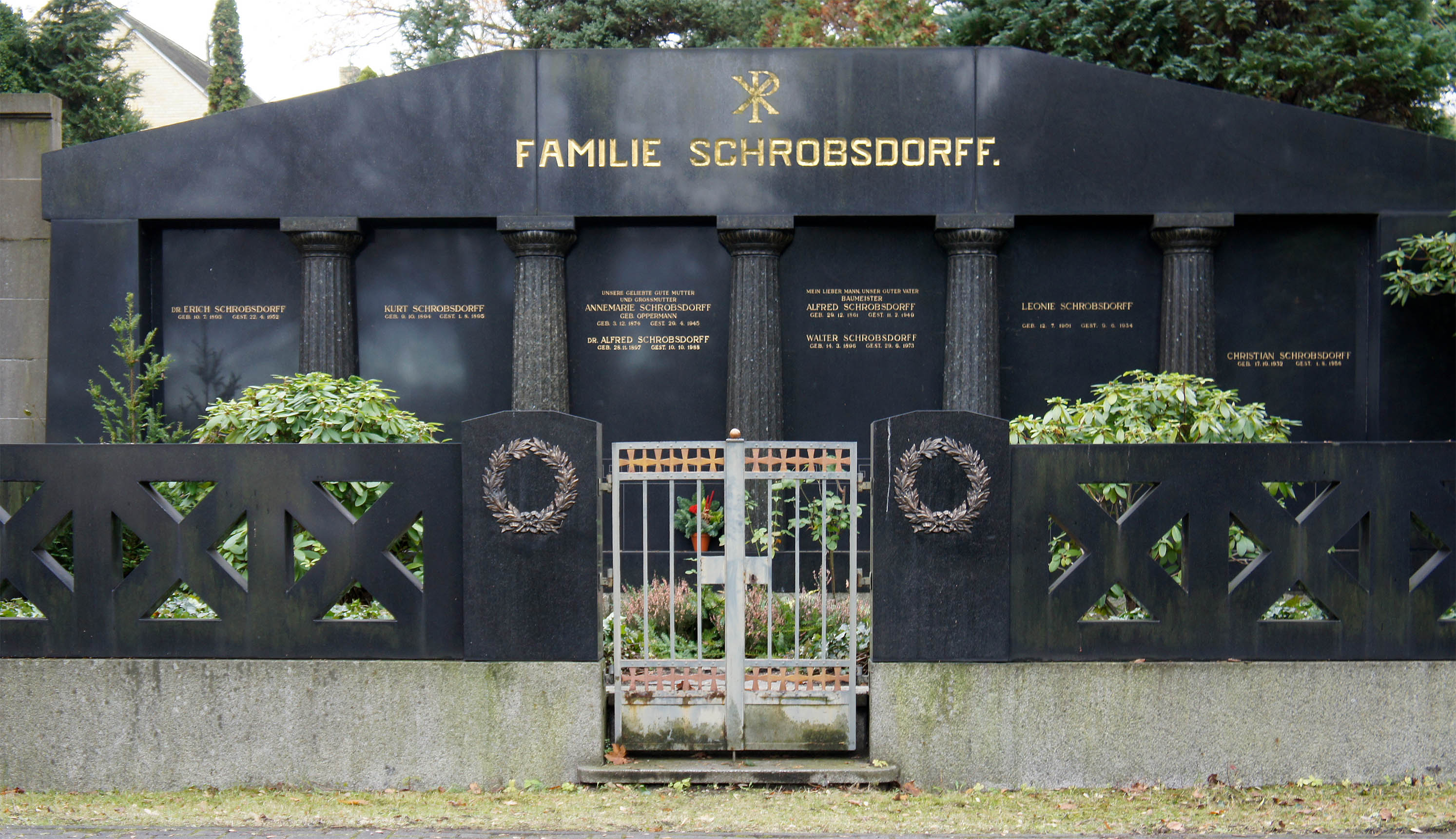
Família túmulo Schrobsdorff